# Acanthofrontia biannulata
Acanthofrontia biannulata är en fjärilsart som beskrevs av Wch. Acanthofrontia biannulata ingår i släktet Acanthofrontia och familjen björnspinnare. Inga underarter finns listade i Catalogue of Life.